# Giải LVFCS cho ca khúc trong phim hay nhất
Giải LVFCS cho ca khúc trong phim hay nhất là một trong các giải của LVFCS dành cho ca khúc trong một phim, được bầu chọn là hay nhất. Giải này được lập từ năm 1997.

## Các ca khúc đoạt giải

### Thập niên 1990
| Năm  | Ca khúc             | Phim                                  | Người biểu diễn         |
| ---- | ------------------- | ------------------------------------- | ----------------------- |
| 1997 | My Heart Will Go On | Titanic                               | Céline Dion             |
| 1998 | Freak, The Mighty   | The Mighty                            | Sting                   |
| 1999 | Beautiful Stranger  | Austin Powers: The Spy Who Shagged Me | Madonna & William Orbit |

### Thập niên 2000
| Năm  | Ca khúc                      | Phim                                              | Người biểu diễn          |
| ---- | ---------------------------- | ------------------------------------------------- | ------------------------ |
| 2000 | Things Have Changed          | Wonder Boys                                       | Bob Dylan                |
| 2001 | May It Be                    | The Lord of the Rings: The Fellowship of the Ring | Enya                     |
| 2002 | The Hands That Built America | Gangs of New York                                 | U2                       |
| 2003 | School of Rock               | School of Rock                                    | Jack Black               |
| 2004 | Old Habits Die Hard          | Alfie                                             | Mick Jagger              |
| 2005 | Travelin' Thru               | Transamerica                                      | Dolly Parton             |
| 2006 | Ordinary Miracle             | Charlotte's Web                                   | Sarah McLachlan          |
| 2007 | Walk Hard                    | Walk Hard: The Dewey Cox Story                    | John C. Reilly           |
| 2008 | Another Way to Die           | Quantum of Solace                                 | Alicia Keys & Jack White |

Bản mẫu:LVFCS Awards Chron